# Dagmar Overby
Dagmar Johanne Amalie Overby (* 23. April 1887 in Assendrup; † 6. Mai 1929 in Kopenhagen) war eine dänische Serienmörderin.

## Leben
Dagmar Overby wuchs auf dem Bauernhof ihrer Eltern, Søren Julius August und Anne Marie Overby, heran und genoss eine nur sehr einfache Schulbildung.
Ihre erste kleine Straftat beging sie im Alter von zwölf Jahren, als sie 1899 die Geldtasche ihrer Nachbarn stahl. Als Konsequenz ihres Handelns wurde sie auf den Bauernhof von Henrik Højgaard auf die Insel Fünen gebracht, wo sie als Magd die Kleidung zu waschen hatte, kochen musste, das Haus säubern und die Kühe zu melken hatte. Da sie ihre Arbeit sehr gut erledigte, und der Ruf bald in der Nachbarschaft etabliert war, wurde sie auch auf anderen Gehöften und in anderen Haushalten als Dienstmädchen eingesetzt. Als sie jedoch erneut beim Stehlen erwischt wurde, verbrachte sie 1909 zehn Tage in einem Frauengefängnis in Svendborg.
Overby zog nach Aarhus, wo sie eine Stelle als Kellnerin in einem kleinen Restaurant fand. Hier lernte sie einen Mann namens Bisgård kennen, mit welchem sie zusammenzog und ein außereheliches Kind bekam. Doch die Beziehung hielt nicht lange, und kurz nach der Trennung starb auch das Kind unter „mysteriösen“ Umständen. Bei der Autopsie konnte der Gerichtsmediziner blaue Lippen sowie Anzeichen feststellen, wonach das Kleinkind erstickt worden sei. Doch tatsächlich notierte er Lungenentzündung als Todesursache in den Totenschein.
1912 lernte sie ihren neuen Lebensgefährten Jens Sorensen Fine kennen. Zu diesem Zeitpunkt war sie jedoch von einem anderen, unbekannten Mann schwanger, was sie Sorensen Fine verheimlicht hatte. Overby brachte ein Mädchen zur Welt, dem sie den Namen Erena Marie gab, und gab es zur Adoption frei, um Jens nicht zu enttäuschen. Kurz darauf wurde Dagmar von Jens schwanger. Doch Jens, der kein Kind von Dagmar wollte, wollte sie zur Abtreibung überreden. Dagmar lehnte ab. Sie sah keine andere Möglichkeit, als das Kind unmittelbar nach der Geburt zu töten und die Leiche in einem Heuhaufen zu verstecken. Als Jens auch noch bekundete, sie nie heiraten zu wollen, versuchte Dagmar sich selbst zu töten, was jedoch misslang.
1915, drei Jahre nachdem sie Erena Marie zur Adoption freigegeben hatte, gelang es ihr, dies zu annullieren und ihr Kind wieder zu sich zu holen. Mit ihrer Tochter zog sie in den Kopenhagener Stadtteil Holmbladsgade, wo sie ein kleines Süßwarengeschäft eröffnete. Auch lernte sie einen Mann namens Svendsen kennen, mit dem sie in dessen Wohnung nach Kopenhagen-Nørrebro zog. Als das Süßwarengeschäft nach wenigen Monaten wegen fehlender Rentabilität geschlossen werden musste, sah sich Overby nach einer beruflichen Alternative um.
Zu Beginn des 20. Jahrhunderts waren uneheliche Frauen, die ungewollt Kinder zur Welt brachten, oft sich selbst überlassen; eine Abtreibung, selbst nach einer Vergewaltigung, war verboten. Auch war das Sozialsystem in Dänemark noch nicht so weit entwickelt, dass der Staat sich um diese Kinder kümmerte. Darum war es zwar lukrativ und relativ weiter verbreitet, aber auf der anderen Seite illegal, eine Adoptionsagentur zu gründen. Die biologischen Eltern gaben gegen Bezahlung das Kind in die Arme von sogenannten Mittelsfrauen, die die Kinder an Eltern vermittelten, die diese auch wollten. Auch Dagmar Overby eröffnete eine solche Adoptionsagentur.
So erschien Overby am 15. April 1916 bei der 26 Jahre alten Rasmine Kristine Jensen und deren drei Wochen alten Sohn Harry. Dagmar Overby kassierte 12 Kronen, die erste Unterhaltszahlung, die Harrys Vater Jensen zukommen hatte lassen, als „Vermittlungsgebühr“, und nahm Harry an sich. Kurz danach erwürgte sie das Kind und entsorgte den Leichnam auf der Toilette eines nahen Friedhofs. Hier wurde er drei Tage später auch entdeckt. Vom Schicksal ihres Kindes erfuhr Rasmine Jensen nichts.
Es war der erste von einer Reihe von Morden, die sich über einen Zeitraum von vier Jahren erstreckten. Es war einem Zufall zu verdanken, dass die Serie an Babymorden und auch in weiterer Folge Dagmar Overby als Täterin entdeckt wurde. Am 30. August 1920 gab eine junge Fabrikarbeiterin namens Karoline Aagesen ihre neugeborene Tochter Sarah in die Obhut von Dagmar Overby. Ihre christlichen Eltern würden sich schämen, wenn ihre Tochter ein uneheliches Kind großziehen würde. Dagmar versprach, gute Eltern für Sarah zu finden, nahm das Kind an sich und kassierte 200 Kronen, ein Indiz dafür, dass sie ihr Unternehmen ganz professionell auszuführen gedachte. Einen Tag später kehrte Karoline Aagesen jedoch zu Dagmar Overby zurück. Sie habe ihre Entscheidung bereut und wollte ihre Tochter zurücknehmen. Doch Dagmar gab zu verstehen, dass die Vermittlung schnell erfolgt sei und Sarah zu einer Frau gekommen sei, deren Namen und Adresse sie jedoch vergessen habe. Dreimal stand Karoline vor Overbys Tür und verlangte Sarah zurück. Doch da Dagmar Overby sich weigerte, das Kind oder die Adresse der Adoptiveltern herauszugeben, wandte sich Karoline Aagesen an die Polizei.
Als die Polizisten kurz danach die Wohnung von Dagmar Overby durchsuchten, fanden sie nicht nur Sarahs Kleidung, sondern auch die Knochen von Säuglingen im Ofen der Wohnung. Overby wurde festgenommen und gestand die Morde von zumindest 16 Säuglingen und Kleinkindern, die sie erstickt, ertränkt und verbrannt habe. Die Asche und die Knochen von einem Gros der Opfer wurden in der Wohnung sichergestellt. Auch im Garten hinter dem Haus fand man Grabstellen. Von etlichen Kindern soll sie kurz vor deren Ermordung auch Fotos angefertigt haben, die ebenfalls in der Wohnung gefunden wurden. Man schätzt, dass Dagmar Overby noch weitere Babys ermordet hat. Von mindestens 25 Opfern wird ausgegangen, dies konnte jedoch nicht bewiesen werden.
Am 3. März 1921 wurde ein dreitägiger Prozess gegen Dagmar Overby geführt. Sie wurde als erste Frau seit dem Jahr 1861 zum Tod verurteilt. Doch dank der Intervention von König Christian X. wurde das Urteil in eine lebenslange Haftstrafe umgewandelt, ohne Möglichkeit einer frühzeitigen Haftentlassung.
Dagmar Overby wurde ins Kopenhagener West-Gefängnis eingewiesen. Hier erkrankte sie jedoch bald an einer Psychose, an der viele Strafgefangene leiden, die den Alltag im Gefängnis nicht verkraften. Sie litt an Halluzinationen, Wahnvorstellungen und Paranoia. Am 6. Mai 1929 starb sie im Alter von 42 Jahren. Ein Jahr später, 1930, wurde die Todesstrafe abgeschafft.
Der Fall der Kindermörderin Dagmar Overby hatte zur Folge, dass die dänische Regierung unter Ministerpräsident Niels Neergaard 1923 ein Gesetz verabschiedete, wonach sich künftig staatliche Waisenhäuser um ungewollt geborene Kinder oder unehelich geborene Kinder kümmern mussten und diese auch für die Vermittlung von Adoptionseltern zu sorgen hatten. Zudem begann sich in der dänischen Gesellschaft die konservativ-dogmatische Haltung gegenüber unehelichen Kindern allmählich zu liberalisieren.

## Zur Schreibweise des Namens
Manchmal wird ihr Familienname auch „Overbye“ geschrieben, doch das Kirchenbuch, in welchem ihre Geburt und Taufe vermerkt sind, nennt eindeutig als korrekten Namen „Overby“.

## Sonstiges
2004 schrieb die Schriftstellerin Karen Søndergaard Jensen das Sachbuch Englemagersken, welches die Biografie von Dagmar Overby rekonstruiert.
In dem Spielfilm Das Mädchen mit der Nadel (2024) wird Dagmar Overby von Trine Dyrholm verkörpert.
| Personendaten    | Personendaten                                      |
| ---------------- | -------------------------------------------------- |
| NAME             | Overby, Dagmar                                     |
| ALTERNATIVNAMEN  | Overby, Dagmar Johanne Amalie (vollständiger Name) |
| KURZBESCHREIBUNG | dänische Serienmörderin                            |
| GEBURTSDATUM     | 23. April 1887                                     |
| GEBURTSORT       | Assendrup                                          |
| STERBEDATUM      | 6. Mai 1929                                        |
| STERBEORT        | Kopenhagen                                         |